# 李国璋 (1965年)
李国璋（1965年9月—），湖北兴山人，汉族，中国共产党党员。中华人民共和国政治人物、第十三届全国人民代表大会湖北省代表。

## 生平
2018年，李国璋被选为湖北省出席第十三届全国人民代表大会代表。